# Johan Olofsson Bergenstierna
Johan Olofsson Bergenstierna, (före adlandet 1676 Berg) född 23 juni 1618 och död 20 maj 1676, var en svensk amiral.
Johan Bergenstjerna föddes i Norrtälje som son till borgaren Olof Andersson Berg och hans hustru Karin Andersdotter. 1640 anställdes han som "bysseskyttare" vid amiralitetet, och deltog med tapperhet i sjökriget mot Danmark under Torstensons krig. Han gick därefter i holländsk tjänst 1646–51 och gjorde en resa till Ostinidien, och besökte Japan 1647. Vid hemkomsten 1651 anställdes han åter vid flottan och utmärkte sig under Skånska kriget, och befordrades snabbt till skeppschef, amirallöjtnant och slutligen till amiral 1676. Då han samma år skulle utsegla med örlogsflottan från Älvsnabben, som befäl över den fjärde eskarden, insjuknade han plötsligt och dog redan andra dagen 20 maj ombord på amiralsskeppet Victoria.
Han adlades 1676 kort före sin död Bergenstierna, men hann aldrig söka introduktion.
Johan Bergenstjerna blev 1652 gift med Kristina Persdotter.